# Permanganato

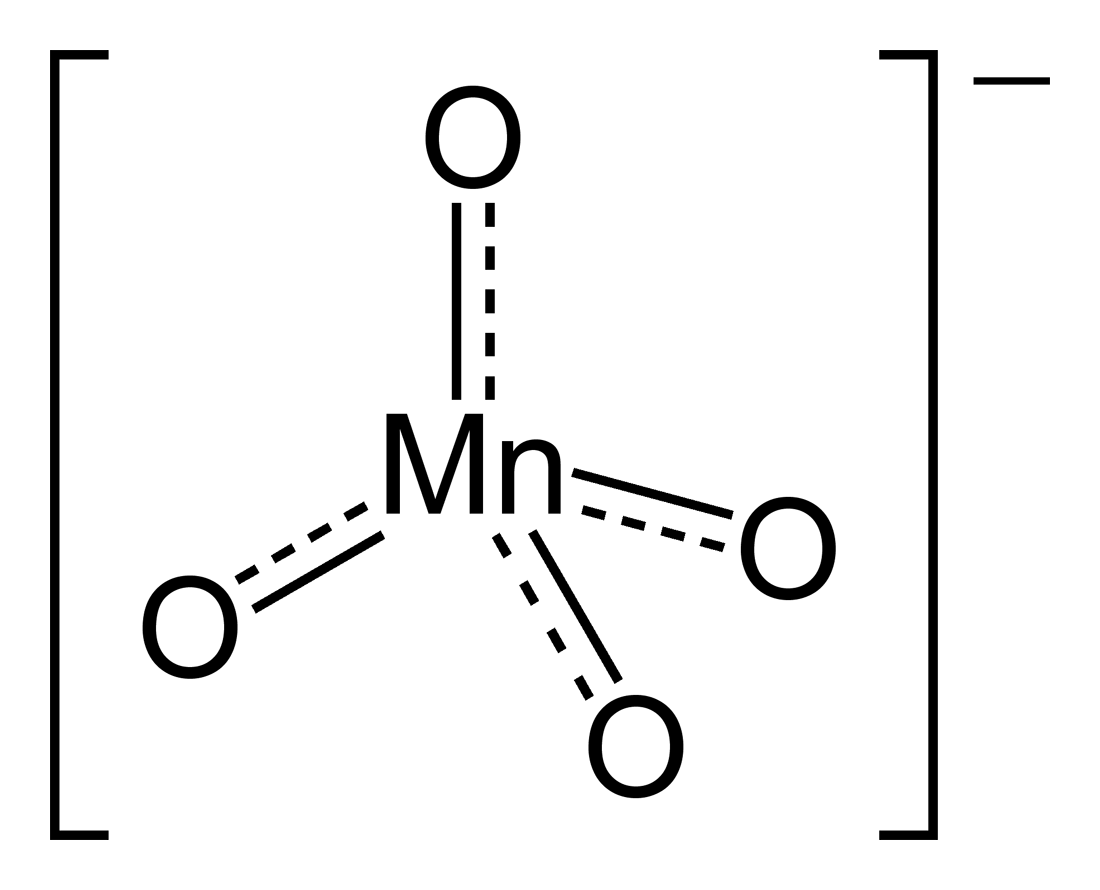
ânion permanganato

Os permanganatos ou manganatos VII são sais do ácido permangânico HMnO4.  São substâncias que apresentam uma intensa coloração violeta e alto poder oxidante que contém o ânion  MnO4–  e, portanto, o elemento manganês em seu maior estado de oxidação ( +7). Todos permanganatos são solúveis em água.

## Principais permanganatos
- Permanganato de potássio, KMnO4
- Permanganato de sódio, NaMnO4